# Wyatt Earp (Romane)
Wyatt Earp ist eine Heftroman-Serie von William Mark (d. i. Albrecht Peter Kann), deren Erstauflage von Februar 1962 bis August 1968 erschien.

## Serie
Die Serie vermittelt durch viele genaue Datumsangaben, Personenbeschreibungen und mitgelieferte Hintergründe den Anstrich der Authentizität, doch ging der Autor mit den Angaben im dramaturgischen Sinne sehr frei um, so dass nicht von historischer Genauigkeit gesprochen werden kann.

## Editionsgeschichte
Die Original-Erstauflage erfolgte ab 1950 in Leihbüchern bis Anfang der 1960er-Jahre. Ab Februar 1962 erfolgte dann die erste Heft-Auflage (Der Heftdruck erfolgte bereits 1961) im Kelter-Verlag Hamburg.
Noch während der Heft-Erstauflage druckte der Verlag vergriffene Romane der ersten Nummern nach und fügte sie nummernmäßig in die Erstauflage ein. Weiters erschienen 1968 Doppelhefte mit der Bezeichnung SILBERDOLLAR. Schließlich entschloss man sich, doch zu einem kompletten zweiten Heft-Nachdruck und begann diesen unsinnigerweise mit der Nummer EINS, statt da weiterzumachen, wo sie in der Erstauflage aufgehört hatten (Nr. 16). Tatsächlich hatte die Erstauflage nur 269 Hefte. Dieser zweite Heft-Nachdruck wurde mit der Nummer 107 eingestellt. Ein dritter Heft-Nachdruck wurde in den siebziger Heftnummern wiederum eingestellt. Von 2006 bis November 2009 lief ein kompletter vierter Heft-Nachdruck, endend mit Heft 270. 2013 begann der Verlag einen Nachdruck mit Einzelheften bis Nummer 40, danach in Doppelbänden bis Nummer 142 (enthält die Originalnummern 243 und 244). Gleich im Anschluss startet der Verlag 2019 die Serie erneut mit Dreier-Bänden von Heft 1 an (enthält die Originalnummern 1 – 3).

## Erschienene Hefte
| Nr. 1–95 - ** ohne Doc Holliday | Nr. 96–190 - * mit Luke Short          | Nr. 191–284                               |
| ------------------------------- | -------------------------------------- | ----------------------------------------- |
| 1. Er kam vom Missouri**        | 96. King Holmans Hunde                 | 191. Die Rowdies von Coyote*              |
| 2. Im Sand von Texas**          | 97. Kampf um Apachenland               | 192. 3. Nachdruck von Nr. 4               |
| 3. Duell am Teufelsturm**       | 98. Tod am blauen Wasser               | 193. Rote Spur im gelben Sand*            |
| 4. Das Grab am Arkansas**       | 99. Nebraska-Passage                   | 194. Todesfalle für Holliday*             |
| 5. Der Weg nach Sheridan**      | 100. Die Galgenmänner                  | 195. Staub über Laramie*                  |
| 6. Golden Bill**                | 101. Ritt nach Tombstone               | 196. 3. Nachdruck von Nr. 5               |
| 7. Hölle in Wichita             | 102. Ike Clanton                       | 197. Cheyenne-Brothers*                   |
| 8. Der Sternsporenreiter**      | 103. Angst vor Phin                    | 198. Miß Postmaster*                      |
| 9. Der Eisenweg nach Santa Fé** | 104. Behans Rache                      | 199. Die Rache des Outlaws                |
| 10. Um rotes Land**             | 105. Kilby stirbt                      | 200. 3. Nachdruck von Nr. 8               |
| 11. Pokerface Holliday          | 106. Die Flanagans                     | 201. Das Gesetz von La Punta              |
| 12. Gunman in Dakota            | 107. San Pedro Valley                  | 202. Wie Big Ric starb                    |
| 13. King Bell                   | 108. Am roten See                      | 203. Duell mit Clay                       |
| 14. Rinder für Dodge City       | 109. Tod dem Tex*                      | 204. 3. Nachdruck von Nr. 9               |
| 15. Der Bluffer                 | 110. Mexico-Man                        | 205. Topeka-Man                           |
| 16. Bullpeitschen Jack          | 111. Um irischen Hanf*                 | 206. Ehe die Sonne sinkt                  |
| 17. Gewitter am Cimarron        | 112. Schüsse in Fleggers Bar*          | 207. Der Doc kommt nicht mehr!            |
| 18. Wolfsruf                    | 113. Kampf im Canyon*                  | 208. 3. Nachdruck von Nr. 12              |
| 19. Wyoming Trail               | 114. Schrot-Jimmy                      | 209. Nur ein Pineridge                    |
| 20. Im Jacarilla-Sattel         | 115. Wells Fargo Song*                 | 210. Der Kopfgeldjäger**                  |
| 21. Drei Unzen Blei             | 116. Sein Name war Larkin*             | 211. Die Hacatts                          |
| 22. Idaho Kid                   | 117. Endloser Sand                     | 212. 3. Nachdruck von Nr. 13              |
| 23. Der Rinderlord              | 118. Sheriff Short schießt scharf!*    | 213. Auf überwachsenen Pfaden*            |
| 24. Eiswind aus Montana         | 119. Ich bin der Boß!                  | 214. Wer erschoß Masterson?*              |
| 25. Boot Hill                   | 120. Helldorado!                       | 215. Das gelbe Lächeln*                   |
| 26. Der schwarze Joe            | 121. Kampf am Lue Lon                  | 216. Um Wes Hardins Kopf                  |
| 27. Die schlafende Hölle        | 122. Um 12 Uhr am O.K. Corral          | 217. 3. Nachdruck von Nr. 14              |
| 28. Die Shipwell-Brüder         | 123. Ein Sattel im Schnee              | 218. Und wieder Tombstone                 |
| 29. Silver City                 | 124. Navajo Field                      | 219. Die Ferguson-Brothers                |
| 30. Terror am Juan River        | 125. Tod im Eis                        | 220. Feuer in der Schlangengasse          |
| 31. Sescattewa                  | 126. Der silberne Fluch                | 221. Zweit-Auflage von Nr. 15             |
| 32. Der Mann im Eis             | 127. Cowboy Flaherty                   | 222. Virgil stirbt                        |
| 33. Der Mischling               | 128. Hölle Arizona                     | 223. Behan unter Mordverdacht**           |
| 34. Die von der River Ranch     | 129. Der Weg nach Santa Fé             | 224. Jagd auf Spence**                    |
| 35. Der Marshal von Dodge       | 130. Im Tal der grauen Wölfe           | 225. Kampf mit McLowery**                 |
| 36. Luke Short*                 | 131. Camp Ladore                       | 226. Phin Clanton schoß                   |
| 37. Die Brandeisen-Bar          | 132. Der Mann aus Rio Blanco           | 227. Die Hölle von Tombstone              |
| 38. Texanerblut                 | 133. Pest aus El Paso                  | 228. Wo ist Oliver Earp*                  |
| 39. Gluthauch aus El Bravo      | 134. Tramp Donegan                     | 229. Todesschüsse in Tampico*             |
| 40. Der Sheriff von Farley      | 135. Die Totenranch                    | 230. Heißer Weg nach Yuma Town*           |
| 41. Der Wildpferdjäger          | 136. 2. Nachdruck von Nr. 1            | 231. Benny Blooster                       |
| 42. Camp Yampa                  | 137. Texanisches Meisterstück          | 232. Ritt zum Pulversee*                  |
| 43. Missouri-Melodie            | 138. Die Ratte von Ottawa              | 233. Der Mann, der stehend sterben wollte |
| 44. Die Clanton-Gang            | 139. Der Trick des Regenmachers        | 234. Einer tritt ab                       |
| 45. Überfall am Tecca-Paß       | 140. Und wieder Capucine               | 235. Unter Pferdedieben                   |
| 46. Ritt nach Lamesa            | 141. Brennende Galgen                  | 236. Aufruhr im Camp der Lebenslänglichen |
| 47. Gesetz Kaliber 45           | 142. Der letzte Tag von Tombstone      | 237. Longhorn-Joe*                        |
| 48. Der graue Trail             | 143. So long Doc!                      | 238. Master Cracks Ende*                  |
| 49. Apache River                | 144. 2. Nachdruck von Nr. 2            | 239. Der Savannenpirat*                   |
| 50. Richter Lynch               | 145. Allein im Llano                   | 240. Kampf am Tongafluß                   |
| 51. Entsprungen aus Fort Worth  | 146. Gegen die Allysons                | 241. Ritt nach Tocomac                    |
| 52. Yellow Jim                  | 147. Ein Mann namens Nugent            | 242. King Astors Sohn                     |
| 53. Salina Overland             | 148. Kampf um Öl                       | 243. Mann ohne Namen                      |
| 54. Gebrandmarkt                | 149. Teak-Jimmy                        | 244. Die Rache des Rustlers               |
| 55. Bronco Bill                 | 150. Duell am Cimarron                 | 245. Oklahoma-Man                         |
| 56. Crystal Palace              | 151. Die Rache des Mestizen            | 246. McCartys Trick                       |
| 57. Schüsse am Westcreek        | 152. 3. Nachdruck von Nr. 6            | 247. Feuer am Rio Grande                  |
| 58. Jonny Behan                 | 153. Flucht nach Sheridan              | 248. Ein Toter sitzt im Sattel            |
| 59. ... dann kam Luke Short*    | 154. Savannen-Melodie                  | 249. Drahtverhau im Weidegras             |
| 60. Kampf im O.K.Corral         | 155. Er ist Billy the Kid!             | 250. Der Bastard                          |
| 61. Curly Bill                  | 156. Nur eine Winchester               | 251. Auf der Flucht                       |
| 62. Nevada Treck                | 157. Montana-Overland                  | 252. Die wilden Billingers                |
| 63. Wie Morgan starb            | 158. 3. Nachdruck von Nr. 7            | 253. Salooner Jenkins                     |
| 64. Arizona Railway             | 159. Whistler-Jack                     | 254. Die Sunrisers                        |
| 65. Rache für Tombstone         | 160. Am großen Wasser                  | 255. Morton Nugent                        |
| 66. Zwei leere Sättel           | 161. Sturm über Hurricane              | 256. Wenn der Sargmacher lächelt          |
| 67. Kerben im Zügelholm         | 162. Hilferuf von der Clanton-Ranch    | 257. Heiße Grüße aus Fort Worth           |
| 68. Rauchsignale                | 163. Drei warten auf Wyatt             | 258. Ein König stirbt                     |
| 69. Wes Hardin schoß            | 164. In den Fängen des Ku-Klux-Klan    | 259. Jesse Drecula                        |
| 70. Tod in Tulsa                | 165. Tausend Meilen Angst              | 260. Im falschen Sattel*                  |
| 71. Shenandoah                  | 166. Im Grand Canyon                   | 261. Das Geheimnis der Talbots            |
| 72. Sierra Arcada               | 167. 3. Nachdruck von Nr. 10           | 262. Rauher Weg nach Water City           |
| 73. Rostiger Stacheldraht       | 168. Ein Sarg für Holyoke              | 263. Der Mann aus Vera Cruz               |
| 74. Cowboy Spencer              | 169. Lady Winchester                   | 264. Butler Richard                       |
| 75. Die Fegefeuer-Bar           | 170. Der gelbe Mann von Winnemucca     | 265. Das war Clay Allison                 |
| 76. Oregon Jack                 | 171. Longhorns für Frisco              | 266. Im Staub der Orcan Crew              |
| 77. Blizzard                    | 172. Der Pfeilgift-Trader              | 267. Tod im Corral                        |
| 78. Virginia City               | 173. Kampf am Toten-Paß                | 268. Schüsse in Fairfield                 |
| 79. Zieh, Doc!                  | 174. 3. Nachdruck von Nr. 11           | 269. Die Croydon Brothers                 |
| 80. Postmaster Jefferson        | 175. Fiske, der Messerwerfer           | 270. Duell mit Flanagan                   |
| 81. Dodge City brennt           | 176. Vormann des Satans                | 271. Er kam aus den Bergen                |
| 82. Garfield County             | 177. Jim Oakland träumte*              | 272. Master Corbett                       |
| 83. Der Mann vom Cattle Creek   | 178. Das Geheimnis des Gravediggers*   | 273. Am Yellow Creek                      |
| 84. Sie ritten nach Cardiff     | 179. Ich bin Oliver Winchester         | 274. Der große Leester                    |
| 85. Schüsse am Shoshone         | 180. 5 gegen Luke*                     | 275. Dollar Jimmy kassiert                |
| 86. Kampf auf der Astor Ranch   | 181. Kreolenblut                       | 276. Ein Brief aus Tombstone...           |
| 87. Blacksmith Donegan          | 182. Tödliches Totem                   | 277. Larry Escalante                      |
| 88. Clinton Town                | 183. Rodeo in Wichita                  | 278. Ritt zu den blauen Bergen            |
| 89. Mac Hardys Sohn             | 184. Das Büffeljäger-Patent            | 279. Zwei silberne Sporen                 |
| 90. Alamosa                     | 185. Pulverrauch am Stiefelhügel       | 280. Die Rache des Desperados             |
| 91. Duell mit Cassedy           | 186. ...und er war doch der Schnellste | 281. Auf der Fährte eines Geiers          |
| 92. Gold im Silver Creek        | 187. Mord an Jake Davenport            | 282. Ausgelöscht                          |
| 93. Die Outlaws von Santa Fé    | 188. 3. Nachdruck von Nr. 3            | 283. Trigger schießt nur links*           |
| 94. Shawnee River Song*         | 189. Mc Lowery schoß                   | 284. Da wo die Sonne sinkt*               |
| 95. Wer erschoß Major Black ?   | 190. Spur zum San Pedro Valley         | Serie eingestellt                         |